# Miss Granada
El Miss Granada, es un concurso de belleza, cuya finalidad es escoger y preparar la representante de la isla de Granada para los certámenes de Miss Mundo (Miss Granada Mundo) y en 1964 para Miss Universo (Miss Granada Universo).

## Ganadoras oficiales del Miss Granada
La siguiente lista muestra todas las candidatas que han sido coronadas como Miss Granada. La primera reina fue Christine Hughes, Miss Granada 1964. Hasta el 2013, han sido coronadas 6 mises como Reinas de la entidad. Siendo la granadina  Priscilla Collingsworth la actual soberana que ostenta el título de Miss Granada 2013.
| Año  | Candidata                 | Edad                   | Origen                 | Título obtenido         | Concurso Internacional          |                        |
| ---- | ------------------------- | ---------------------- | ---------------------- | ----------------------- | ------------------------------- | ---------------------- |
| 1964 | Christine Hughes          | S.D                    | Saint George           | Miss Granada 1964       | Compitió en: Miss Universo 1964 |                        |
| 1965 | No se realizó concurso    | No se realizó concurso | No se realizó concurso | No se realizó concurso  | No se realizó concurso          | No se realizó concurso |
| 1966 | No se realizó concurso    | No se realizó concurso | No se realizó concurso | No se realizó concurso  | No se realizó concurso          | No se realizó concurso |
| 1967 | No se realizó concurso    | No se realizó concurso | No se realizó concurso | No se realizó concurso  | No se realizó concurso          | No se realizó concurso |
| 1968 | No se realizó concurso    | No se realizó concurso | No se realizó concurso | No se realizó concurso  | No se realizó concurso          | No se realizó concurso |
| 1969 | No se realizó concurso    | No se realizó concurso | No se realizó concurso | No se realizó concurso  | No se realizó concurso          | No se realizó concurso |
| 1970 | Jennifer Josephine Hosten | 23                     | Saint George           | Miss Granada 1970       | Compitió en: Miss Mundo 1970    |                        |
| 1971 | No se realizó concurso    | No se realizó concurso | No se realizó concurso | No se realizó concurso  | No se realizó concurso          | No se realizó concurso |
| 1972 | No se realizó concurso    | No se realizó concurso | No se realizó concurso | No se realizó concurso  | No se realizó concurso          | No se realizó concurso |
| 1973 | No se realizó concurso    | No se realizó concurso | No se realizó concurso | No se realizó concurso  | No se realizó concurso          | No se realizó concurso |
| 1974 | No se realizó concurso    | No se realizó concurso | No se realizó concurso | No se realizó concurso  | No se realizó concurso          | No se realizó concurso |
| 1975 | No se realizó concurso    | No se realizó concurso | No se realizó concurso | No se realizó concurso  | No se realizó concurso          | No se realizó concurso |
| 1976 | No se realizó concurso    | No se realizó concurso | No se realizó concurso | No se realizó concurso  | No se realizó concurso          | No se realizó concurso |
| 1977 | No se realizó concurso    | No se realizó concurso | No se realizó concurso | No se realizó concurso  | No se realizó concurso          | No se realizó concurso |
| 1978 | No se realizó concurso    | No se realizó concurso | No se realizó concurso | No se realizó concurso  | No se realizó concurso          | No se realizó concurso |
| 1979 | No se realizó concurso    | No se realizó concurso | No se realizó concurso | No se realizó concurso  | No se realizó concurso          | No se realizó concurso |
| 1980 | No se realizó concurso    | No se realizó concurso | No se realizó concurso | No se realizó concurso  | No se realizó concurso          | No se realizó concurso |
| 1981 | No se realizó concurso    | No se realizó concurso | No se realizó concurso | No se realizó concurso  | No se realizó concurso          | No se realizó concurso |
| 1982 | No se realizó concurso    | No se realizó concurso | No se realizó concurso | No se realizó concurso  | No se realizó concurso          | No se realizó concurso |
| 1983 | No se realizó concurso    | No se realizó concurso | No se realizó concurso | No se realizó concurso  | No se realizó concurso          | No se realizó concurso |
| 1984 | No se realizó concurso    | No se realizó concurso | No se realizó concurso | No se realizó concurso  | No se realizó concurso          | No se realizó concurso |
| 1985 | No se realizó concurso    | No se realizó concurso | No se realizó concurso | No se realizó concurso  | No se realizó concurso          | No se realizó concurso |
| 1986 | No se realizó concurso    | No se realizó concurso | No se realizó concurso | No se realizó concurso  | No se realizó concurso          | No se realizó concurso |
| 1987 | No se realizó concurso    | No se realizó concurso | No se realizó concurso | No se realizó concurso  | No se realizó concurso          | No se realizó concurso |
| 1988 | No se realizó concurso    | No se realizó concurso | No se realizó concurso | No se realizó concurso  | No se realizó concurso          | No se realizó concurso |
| 1989 | No se realizó concurso    | No se realizó concurso | No se realizó concurso | No se realizó concurso  | No se realizó concurso          | No se realizó concurso |
| 1990 | No se realizó concurso    | No se realizó concurso | No se realizó concurso | No se realizó concurso  | No se realizó concurso          | No se realizó concurso |
| 1991 | No se realizó concurso    | No se realizó concurso | No se realizó concurso | No se realizó concurso  | No se realizó concurso          | No se realizó concurso |
| 1992 | No se realizó concurso    | No se realizó concurso | No se realizó concurso | No se realizó concurso  | No se realizó concurso          | No se realizó concurso |
| 1993 | No se realizó concurso    | No se realizó concurso | No se realizó concurso | No se realizó concurso  | No se realizó concurso          | No se realizó concurso |
| 1994 | No se realizó concurso    | No se realizó concurso | No se realizó concurso | No se realizó concurso  | No se realizó concurso          | No se realizó concurso |
| 1995 | No se realizó concurso    | No se realizó concurso | No se realizó concurso | No se realizó concurso  | No se realizó concurso          | No se realizó concurso |
| 1996 | Aria Johnson              | 25                     | Saint George           | Miss Granada 1996       | Compitió en: Miss Mundo 1996    |                        |
| 1997 | No se realizó concurso    | No se realizó concurso | No se realizó concurso | No se realizó concurso  | No se realizó concurso          | No se realizó concurso |
| 1998 | No se realizó concurso    | No se realizó concurso | No se realizó concurso | No se realizó concurso  | No se realizó concurso          | No se realizó concurso |
| 1999 | No se realizó concurso    | No se realizó concurso | No se realizó concurso | No se realizó concurso  | No se realizó concurso          | No se realizó concurso |
| 2000 | No se realizó concurso    | No se realizó concurso | No se realizó concurso | No se realizó concurso  | No se realizó concurso          | No se realizó concurso |
| 2001 | No se realizó concurso    | No se realizó concurso | No se realizó concurso | No se realizó concurso  | No se realizó concurso          | No se realizó concurso |
| 2002 | No se realizó concurso    | No se realizó concurso | No se realizó concurso | No se realizó concurso  | No se realizó concurso          | No se realizó concurso |
| 2003 | No se realizó concurso    | No se realizó concurso | No se realizó concurso | No se realizó concurso  | No se realizó concurso          | No se realizó concurso |
| 2004 | No se realizó concurso    | No se realizó concurso | No se realizó concurso | No se realizó concurso  | No se realizó concurso          | No se realizó concurso |
| 2005 | No se realizó concurso    | No se realizó concurso | No se realizó concurso | No se realizó concurso  | No se realizó concurso          | No se realizó concurso |
| 2006 | No se realizó concurso    | No se realizó concurso | No se realizó concurso | No se realizó concurso  | No se realizó concurso          | No se realizó concurso |
| 2007 | Vivian Charlott Burkhardt | 21                     | Saint George           | Miss Granada Mundo 2007 | Compitió en: Miss Mundo 2007    |                        |
| 2008 | No se realizó concurso    | No se realizó concurso | No se realizó concurso | No se realizó concurso  | No se realizó concurso          | No se realizó concurso |
| 2009 | Tamara Lawrence           | S.D                    | Saint George           | Miss Granada Mundo 2009 | Se retiró de: Miss Mundo 2009   |                        |
| 2010 | No se realizó concurso    | No se realizó concurso | No se realizó concurso | No se realizó concurso  | No se realizó concurso          | No se realizó concurso |
| 2011 | No se realizó concurso    | No se realizó concurso | No se realizó concurso | No se realizó concurso  | No se realizó concurso          | No se realizó concurso |
| 2012 | No se realizó concurso    | No se realizó concurso | No se realizó concurso | No se realizó concurso  | No se realizó concurso          | No se realizó concurso |
| 2013 | Priscilla Collingsworth   | S.D                    | Saint George           | Miss Granada Mundo 2013 | Se retiró de: Miss Mundo 2013   |                        |

## Miss Granada en Miss Universo
En 1964, la primera ganadora del Miss Granada Christine Hughes, compitió en Miss Universo. Siendo este el debut y la única participación de este país en este certamen. 
Color clave
- Ganador
- Finalistas
- Semi Finalistas

| Año  | Candidata        | Edad | Origen       | Colocación   | Premios |
| ---- | ---------------- | ---- | ------------ | ------------ | ------- |
| 1964 | Christine Hughes | S.D  | Saint George | No Clasificó |         |

## Miss Granada en Miss Mundo
En 1970, Granada debutó en este certamen con Jennifer Hosten, convirtiéndose en la primera y única granadina en alcanzar la corona de Miss Mundo; a pesar del triunfo de Hosten, al año siguiente Granada no compitió en Miss Mundo, retomando su participación 16 años después, en 1996 con Aria Johnson, y nuevamente se hizo presente en el 2007 con Vivian Burkhardt, alcanzando con esta última una nueva clasificación (Top 16). 
A pesar de que posteriormente se seleccionaron dos Miss Granada Mundo (2009 y 2013), las mismas no compitieron por razones desconocidas.
Color clave
- Ganadora
- Finalista
- Semifinalista

| Año  | Candidata                 | Edad                   | Origen                 | Colocación             | Premios                         |                        |
| ---- | ------------------------- | ---------------------- | ---------------------- | ---------------------- | ------------------------------- | ---------------------- |
| 1970 | Jennifer Josephine Hosten | 23                     | Saint George           | Miss Mundo 1970        | Traje de Baño y Miss Fotogénica |                        |
| 1971 | No se realizó concurso    | No se realizó concurso | No se realizó concurso | No se realizó concurso | No se realizó concurso          | No se realizó concurso |
| 1972 | No se realizó concurso    | No se realizó concurso | No se realizó concurso | No se realizó concurso | No se realizó concurso          | No se realizó concurso |
| 1973 | No se realizó concurso    | No se realizó concurso | No se realizó concurso | No se realizó concurso | No se realizó concurso          | No se realizó concurso |
| 1974 | No se realizó concurso    | No se realizó concurso | No se realizó concurso | No se realizó concurso | No se realizó concurso          | No se realizó concurso |
| 1975 | No se realizó concurso    | No se realizó concurso | No se realizó concurso | No se realizó concurso | No se realizó concurso          | No se realizó concurso |
| 1976 | No se realizó concurso    | No se realizó concurso | No se realizó concurso | No se realizó concurso | No se realizó concurso          | No se realizó concurso |
| 1977 | No se realizó concurso    | No se realizó concurso | No se realizó concurso | No se realizó concurso | No se realizó concurso          | No se realizó concurso |
| 1978 | No se realizó concurso    | No se realizó concurso | No se realizó concurso | No se realizó concurso | No se realizó concurso          | No se realizó concurso |
| 1979 | No se realizó concurso    | No se realizó concurso | No se realizó concurso | No se realizó concurso | No se realizó concurso          | No se realizó concurso |
| 1980 | No se realizó concurso    | No se realizó concurso | No se realizó concurso | No se realizó concurso | No se realizó concurso          | No se realizó concurso |
| 1981 | No se realizó concurso    | No se realizó concurso | No se realizó concurso | No se realizó concurso | No se realizó concurso          | No se realizó concurso |
| 1982 | No se realizó concurso    | No se realizó concurso | No se realizó concurso | No se realizó concurso | No se realizó concurso          | No se realizó concurso |
| 1983 | No se realizó concurso    | No se realizó concurso | No se realizó concurso | No se realizó concurso | No se realizó concurso          | No se realizó concurso |
| 1984 | No se realizó concurso    | No se realizó concurso | No se realizó concurso | No se realizó concurso | No se realizó concurso          | No se realizó concurso |
| 1985 | No se realizó concurso    | No se realizó concurso | No se realizó concurso | No se realizó concurso | No se realizó concurso          | No se realizó concurso |
| 1986 | No se realizó concurso    | No se realizó concurso | No se realizó concurso | No se realizó concurso | No se realizó concurso          | No se realizó concurso |
| 1987 | No se realizó concurso    | No se realizó concurso | No se realizó concurso | No se realizó concurso | No se realizó concurso          | No se realizó concurso |
| 1988 | No se realizó concurso    | No se realizó concurso | No se realizó concurso | No se realizó concurso | No se realizó concurso          | No se realizó concurso |
| 1989 | No se realizó concurso    | No se realizó concurso | No se realizó concurso | No se realizó concurso | No se realizó concurso          | No se realizó concurso |
| 1990 | No se realizó concurso    | No se realizó concurso | No se realizó concurso | No se realizó concurso | No se realizó concurso          | No se realizó concurso |
| 1991 | No se realizó concurso    | No se realizó concurso | No se realizó concurso | No se realizó concurso | No se realizó concurso          | No se realizó concurso |
| 1992 | No se realizó concurso    | No se realizó concurso | No se realizó concurso | No se realizó concurso | No se realizó concurso          | No se realizó concurso |
| 1993 | No se realizó concurso    | No se realizó concurso | No se realizó concurso | No se realizó concurso | No se realizó concurso          | No se realizó concurso |
| 1994 | No se realizó concurso    | No se realizó concurso | No se realizó concurso | No se realizó concurso | No se realizó concurso          | No se realizó concurso |
| 1995 | No se realizó concurso    | No se realizó concurso | No se realizó concurso | No se realizó concurso | No se realizó concurso          | No se realizó concurso |
| 1996 | Aria Johnson              | 25                     | Saint George           | No Clasificó           |                                 |                        |
| 1997 | No se realizó concurso    | No se realizó concurso | No se realizó concurso | No se realizó concurso | No se realizó concurso          | No se realizó concurso |
| 1998 | No se realizó concurso    | No se realizó concurso | No se realizó concurso | No se realizó concurso | No se realizó concurso          | No se realizó concurso |
| 1999 | No se realizó concurso    | No se realizó concurso | No se realizó concurso | No se realizó concurso | No se realizó concurso          | No se realizó concurso |
| 2000 | No se realizó concurso    | No se realizó concurso | No se realizó concurso | No se realizó concurso | No se realizó concurso          | No se realizó concurso |
| 2001 | No se realizó concurso    | No se realizó concurso | No se realizó concurso | No se realizó concurso | No se realizó concurso          | No se realizó concurso |
| 2002 | No se realizó concurso    | No se realizó concurso | No se realizó concurso | No se realizó concurso | No se realizó concurso          | No se realizó concurso |
| 2003 | No se realizó concurso    | No se realizó concurso | No se realizó concurso | No se realizó concurso | No se realizó concurso          | No se realizó concurso |
| 2004 | No se realizó concurso    | No se realizó concurso | No se realizó concurso | No se realizó concurso | No se realizó concurso          | No se realizó concurso |
| 2005 | No se realizó concurso    | No se realizó concurso | No se realizó concurso | No se realizó concurso | No se realizó concurso          | No se realizó concurso |
| 2006 | No se realizó concurso    | No se realizó concurso | No se realizó concurso | No se realizó concurso | No se realizó concurso          | No se realizó concurso |
| 2007 | Vivian Charlott Burkhardt | 21                     | Saint George           | Top 16                 | Miss Simpatía                   |                        |
| 2008 | No se realizó concurso    | No se realizó concurso | No se realizó concurso | No se realizó concurso | No se realizó concurso          | No se realizó concurso |
| 2009 | Tamara Lawrence           | S.D                    | Saint George           | No compitió            | No compitió                     |                        |
| 2010 | No se realizó concurso    | No se realizó concurso | No se realizó concurso | No se realizó concurso | No se realizó concurso          | No se realizó concurso |
| 2011 | No se realizó concurso    | No se realizó concurso | No se realizó concurso | No se realizó concurso | No se realizó concurso          | No se realizó concurso |
| 2012 | No se realizó concurso    | No se realizó concurso | No se realizó concurso | No se realizó concurso | No se realizó concurso          | No se realizó concurso |
| 2013 | Priscilla Collingsworth   | S.D                    | Saint George           | No compitió            | No compitió                     |                        |